# 男と女 (CHAGE and ASKAの曲)
「男と女」（おとことおんな）は、チャゲ&飛鳥（現：CHAGE and ASKA）の楽曲。自身の5作目のシングルとして、ワーナー・パイオニア（現：ワーナーミュージック・ジャパン）から1981年10月25日に発売された。

## 背景・アートワーク
前作「放浪人 (TABIBITO)」から、ちょうど5ヶ月ぶりとなるシングル:375。
本作のジャケットではチャゲ（現：Chage）が横を向いている。これは撮影当時のフォトセッション時、左目に「ものもらい」を患っていたため。ポスターの左目は画像修正してある。

## 収録曲
| #         | タイトル           | 作詞      | 作曲      | 編曲      | 時間 |
| --------- | ------------------ | --------- | --------- | --------- | ---- |
| 1.        | 「男と女」         | 飛鳥涼    | 飛鳥涼    | 瀬尾一三  | 4:24 |
| 2.        | 「長い雨のあとに」 | 松井五郎  | チャゲ    | 平野孝幸  | 3:26 |
| 合計時間: | 合計時間:          | 合計時間: | 合計時間: | 合計時間: | 7:50 |

## 楽曲解説
1. 男と女
大阪ガス「ガスルームエアコン」CMソング[注 1]。
歌詞は恋人に別れを告げられた女性が涙を隠しながらも、繊細にして激しい感情の動きを捉えた内容となっている[3]。
1991年1月30日発売のシングル「太陽と埃の中で」のカップリングに、ライブ・バージョンが収録されている。
2. 長い雨のあとに
LP盤には未収録だったが、アルバム『黄昏の騎士』がキャニオンレコードからCDが再発売される際にボーナス・トラックとして収録された[注 2]。

## 収録アルバム
国内盤
- 黄昏の騎士 (#1,#2)
- Standing Ovation (#1)
- SUPER BEST　(#1)
- SUPER BEST BOX SINGLE HISTORY 1979-1994 AND Snow Mail (#1)※リミックス・バージョン
- CHAGE&ASKA VERY BEST ROLL OVER 20TH (#1)

海外盤
- 倆心知〜原創紀念歌集 (#1)
- 倆角形 Duet Angle 20th anniversary (#1)
- Asian Communications Best (#1)

## カバー
男と女
- 周華健（1991年、『讓我歡喜讓我憂』）
- yuima （2004年、シングル「男と女」）
- 荻野目洋子 （2009年、カバー・アルバム『Songs & Voice』）